# Carl Baker
Pour les articles homonymes, voir Baker.
Carl Paul Baker (né le 26 décembre 1982 à Prescot, en Angleterre) est un footballeur anglais. Il joue depuis 2018 en tant que milieu offensif pour le club de Brackley Town.
Après une formation à Liverpool puis Prescot Cables FC, club voisin, il commence une carrière professionnelle dans les rangs d'équipes de divisions basses : Southport et Morecambe. Son arrivée à Stockport County en 2008 lui permet de découvrir le championnat professionnel. Il signe en 2010 à Coventry City.
Joueur polyvalent, il est réputé pour sa technique et la qualité de son jeu.

## Biographie

### Southport, Morecambe: premiers contrats
En novembre 2003, Carl Baker signe au Southport Football Club en provenance du club de Prescot Cables FC, situé dans le Merseyside, dans la banlieue de Liverpool, club dans lequel il occupe une place de titulaire. Dans les dernières semaines de son contrat à Southport, il est suspendu une semaine par le club, le 18 octobre 2006, pour une affaire de bagarre sur le terrain.
Malgré une prolongation de contrat signée le 21 mai 2007, il s'engage à Morecambe le 12 juillet de la même année pour une durée de trois saisons. Le montant du transfert est alors estimé à une somme supérieure à 25 000 £. L'entraîneur de son nouveau club, Sammy McIlroy, ne tarit alors pas d'éloges le concernant : « C'est un joueur fantastique qui a un pied de qualité et une bonne vision du jeu. Il peut jouer à plusieurs postes. Je suis enchanté », dit-il de lui. Baker connaît une saison 2007-2008 faste, inscrivant 11 buts en championnat et participant à 40 rencontres.

### Transfert à Stockport County
Pourtant, à l'issue de la saison, Baker est transféré à Stockport, permettant à son ancien club de réaliser une bonne opération financière puisque le transfert est évalué à 1 750 000 £ alors que plusieurs autres clubs étaient désireux de le recruter. La deuxième saison de Baker à Stockport se passe difficilement . le club est en difficulté en championnat et ne doit ses rares points gagnés qu'au talent de son milieu offensif, qui joue parfois en pointe de l'attaque. Ainsi, en décembre 2009, sur les 16 buts inscrits par Stockport en 19 matchs depuis le début de la saison, 8 sont des réalisations de Baker.

### Coventry: découverte du Championship
La situation sportive du club incite Baker à le quitter au plus vite et, lors du mercato suivant, le 8 janvier 2010, il s'engage à Coventry pour un montant non révélé et pour une durée de deux ans et demi. Régulièrement utilisé quoique souvent comme remplaçant, il signe une prolongation de contrat le 19 octobre 2011. Andy Thorn, son entraîneur, dit alors de lui : « Carl est tout simplement le genre de joueur que nous voulons garder dans ce club. »

### MK Dons
Le 26 septembre 2014 il rejoint MK Dons.

### Portsmouth et après
Le 14 juin 2016, il rejoint Portsmouth.
Le 9 mars 2018, il rejoint Coventry City.

## Statistiques détaillées
| Saison      | Club             | Pays                         | Championnat         | Coupes nationales |
| ----------- | ---------------- | ---------------------------- | ------------------- | ----------------- |
| 2003 - 2004 | Southport        | Northern Premier League (D7) | 23 matchs / 5 buts  | -                 |
| 2004 - 2005 | Southport        | Conference North (D6)        | 1 match             | -                 |
| 2005 - 2006 | Southport        | Conference National (D5)     | 36 matchs / 7 buts  | 3 matchs          |
| 2006 - 2007 | Southport        | Conference National (D5)     | 40 matchs / 11 buts | 3 matchs          |
| 2007 - 2008 | Morecambe        | League Two (D4)              | 42 matchs / 10 buts | 6 matchs / 1 but  |
| 2008 - 2009 | Stockport County | League One (D3)              | 22 matchs / 3 buts  | 5 matchs          |
| 2009 - 2010 | Stockport County | League One (D3)              | 20 matchs / 9 buts  | 4 matchs / 4 buts |
| 2009 - 2010 | Coventry City    | Championship (D2)            | 22 matchs           | -                 |
| 2010 - 2011 | Coventry City    | Championship (D2)            | 32 matchs / 1 but   | 3 matchs / 1 but  |
| 2011 - 2012 | Coventry City    | Championship (D2)            | 5 matchs / 1 but    | -                 |

Dernière mise à jour le 25 octobre 2011

## Palmarès

### En club
- Portsmouth
  - Champion du Football League Two (D4 anglaise) en 2017.